# نانت ي بيرفيد (أنغلزي)
نانت ي بيرفيد (بالإنجليزية: Nant y Perfedd)‏ هي منطقة سكنية تقع في ويلز في أنغلزي.